# سلطان بن تركي السديري
سلطان السديري هو عالم سعودي ولد في عام 1955 في الرياض. يشغل منصب المدير التنفيذي لمركز الأبحاث في مستشفى الملك فيصل التخصصي ومركز الأبحاث منذ عام 1996، والمدير التنفيذي لمركز الملك سلمان لأبحاث الإعاقة منذ عام 2004، وأستاذ بكلية الطب جامعة الفيصل منذ 2011.

## التعليم
حصل على درجة البكالوريوس في العلوم في علم الأحياء / الكيمياء عام 1979 من جامعة بوجيه ساوند (تاكوما، واشنطن). حصل على دبلومه في التكنولوجيا الطبية في عام 1981 من مؤسسة كليفلاند كلينك للتعليم (كليفلاند، أوهايو). أنهى درجة الماجستير في علم الأمراض عام 1982، والماجستير بحثي (فلسفة) في الطب عام 1984، ودكتوراه في عام 1987 (علم الأمراض، مع التركيز على علم المناعة في الورم)، الأطروحة (الفرضية): مستضدات الأورام البشرية التي تم تحديدها بأجسام مضادة وحيدة النسيلة من جامعة كولومبيا (نيويورك). تم الانتهاء من زمالة ما بعد الدكتوراه تحت إشراف البروفيسور هـ. فوغل في عام 1987 (مارس - أكتوبر) في قسم علم الأمراض، كلية الأطباء والجراحين (جامعة كولومبيا).

## المناصب القيادية

### محلية
- عضو لجنة التقنيات الحيوية لمدينة الملك عبدالعزيز للعلوم والتقنية.
- عضو مجلس خبراء المملكة في مجال العلوم والتكنولوجيا الطبية.
- عضو لجنة الرقابة للاستراتيجية الوطنية للعلوم والتكنولوجيا والابتكار.
- عضو المجلس الاستشاري التقني، الشركة السعودية للتنمية والاستثمار التقني (تقنية TAQNIA).

### دولية
- نائب الرئيس، الشبكة الدولية لعلاج السرطان والأبحاث.
- عضو مجلس الإدارة، الشبكة الدولية لمعالجة السرطان والأبحاث.
- عضو في لجنة بيولوجيا الأورام، الاتحاد الدولي لمكافحة السرطان.
- عضو مجلس الأمناء، مؤسسة دبي هارفارد.
- عضو اللجنة الاستشارية العلمية، مؤسسة دبي هارفارد.
- عضو في اللجنة العلمية، مؤسسة InAaBioSanté
- عضو في اللجنة التنفيذية، الاتحاد الدولي للجينوم للسرطان.
- عضو في لجنة التوجيه العلمي الدولي، الاتحاد الدولي للجينوم للسرطان.
- عضو في اللجنة التنفيذية، الاتحاد الدولي لأبحاث الأمراض النادرة.
- عضو في المجلس الاستشاري، المركز المشترك للتميز في هندسة النانو والهندسة، جامعة كاليفورنيا، سان دييغو، الولايات المتحدة الأمريكية.
- زمالة الجمعية الملكية للطب.
- عضو مجلس إدارة شركة تقنية الدولية.

## البحث
كان الاهتمام البحثي للسديري في علم المناعة في الورم والزرع ونشر أكثر من 150 ورقة كاملة وملخصات الاجتماع. وهو عالم أبحاث زائر في مركز أبحاث زراعة الأعضاء في مستشفى الأطفال في كلية الطب بجامعة هارفارد (بوسطن). يرأس المجلس الاستشاري للبحوث في KFSH & RC ويساعد على وضع مبادئ توجيهية محلية للبحوث الطبية المتعلقة بالقيم العلمية والأخلاقية. وهو يدعم الوعي المتزايد بفوائد أبحاث الرعاية الصحية والتكنولوجيا الحيوية وبضمان توفير الموارد والفرص لانتشار البحوث.

## قضايا الجندرية وذوي الإعاقة
ساعد السديري في دفع العديد من المبادرات المتعلقة بالنوع الاجتماعي(الجنسين) والإعاقة. ومن بين هذه المبادرات إنشاء شبكة وطنية من العالمات السعوديات، إنشاء برنامج وطني لفحص حديثي الولادة، و مبادرات لصالح ذوي صعوبات التعلم.